# Una teoría de la evolución de los genes nómadas por V. Geodakian
Una teoría de la evolución de los genes nómadas fue propuesto en 1996 por Vigen A. Geodakian. Así como la teoría de la evolución del sexo y la asimetría, la teoría de los genes nómadas se basa en el principio de los subsistemas de conjugados, que evolucionan de forma asincrónica. Las teorías de los cromosomas sexuales y el sexo están estrechamente relacionados entre sí y describir la evolución del personaje en diferentes niveles de organización. En la filogenia de la evolución de los hombres comienzan y terminan antes que las hembras debido a que los personajes aparecen por primera vez en el genotipo de los varones, y solo después de muchas generaciones se transfieren a las hembras. Los cromosomas sexuales están directamente involucrados en este proceso. Ya en 1965 B. Geodakyan sugirió que "... los cromosomas sexuales desempeñar el papel de la memoria operativa y autosomas - el recuerdo constante del genoma, por lo que los cromosomas sexuales (sobre todo del cromosoma Y) son la ‘puerta’ de la variabilidad en la herencia." Más tarde, en una serie de estudios se demostró que la frecuencia de las mutaciones en el cromosoma es de hecho mayor en comparación con otros cromosomas.
El concepto prevé una nueva interpretación de la ocurrencia, localización, y las transiciones de los genes en los cromosomas y entre ellos (genes saltarines), el fenómeno de inactivación del cromosoma, la impronta genómica, y la relación de cromosoma Y con el estrés y los virus. S. Schudov también señaló que la idea de la Geodakian de que los nuevos genes y complejos de genes se forman en el cromosoma Y, proporciona un mecanismo de fijación de nuevas mutaciones en la población y elimina la objeción de F. Jenkin (Swamping argument) tal como figura en los nuevos alelos del cromosoma Y no se oculten y no se desmoronan cuando se cruzan, y se pasa a todos los descendientes varones en su conjunto. Además, si estas innovaciones a formar parte del dimorfismo sexual, pueden llegar a ser sometidos a selección sexual.  Archivado el 4 de marzo de 2016 en Wayback Machine.
Estaba cubierto en más de periódicos y revistas de Rusia y programas de televisión rusos.

## Las principales disposiciones

### La estructura del genoma
El genoma de formas dioicas consta de dos conjuntos de genes: masculino y femenino. Su distribución se desplazan en las coordenadas de 'Medio Ambiente' y 'Tiempo'. Los varones están más cerca del medio ambiente, lo que significa que son los primeros en recibir información acerca de las condiciones cambiantes. También cuentan con nueva información sobre los cambios futuros. Estos cambios crean dos formas (femenino y masculino) en la población (dimorfismo sexual), y dos fases de cada evolución carácter antiguo → nueva (sexual dihronizm). A continuación, el genoma de la población dioica consta de tres partes: los genes de edad - solo en las hembras, los genes comunes, en ambos sexos, y los nuevos - solo en los machos. Dado que la evolución de nuevos genes deben ser probados en el genoma de los machos antes de entrar en la parte femenina, que solo se heredan a través de la línea masculina - de padre a hijo. Es difícil negar la presencia de genes exclusivamente masculinos, a sabiendas de cromosoma. La genética clásica reconoce la existencia de genes puramente femenino en el ADN mitocondrial, sin embargo, niega la existencia de dichos genes en el genoma de forma predeterminada (ya que no hay cromosoma específico).

### El papel evolutivo de autosomas y cromosomas sexuales
Autosomas son memoria a largo plazo en el genoma. Almacenan trabajo genes comunes para ambos sexos, y por lo tanto sirven para la conservación del genoma. Desde el punto de vista filogenético, que son los más antiguos de los cromosomas, que se encuentran incluso en los organismos asexuados. Autosomas contienen fundamental de especies específicas de información, y poner en práctica los programas de reproducción y recombinación. La transmisión estocástica de autosomas asegura la máxima diversidad de genotipos y cumple a la perfección los programas del proceso de fertilización. En este sentido, autosomas puede ser llamado "recombinación" cromosomas.
Los cromosomas sexuales son a corto plazo las estructuras de memoria, el subsistema experimental del genoma y proporcionar para la modificación del genoma. Desde el punto de vista filogenético, los cromosomas sexuales apareció junto con el dimorfismo sexual, lo que significa que son significativamente más jóvenes que los autosomas. Contienen principalmente a la evolución los genes, tanto recién adquirido y destinado a ser perdido. Su actividad se dirige contra el programa de recombinación, ya que restringen las combinaciones ‘macho-macho’ y ‘hembra-hembra’. Su función principal es hacer más eficiente la evolución mediante la aplicación del programa de la diferenciación y la toma de dos subsistemas de forma asincrónica en evolución, hombres y mujeres. Crean el dimorfismo sexual genotípica al impedir el acceso de la nueva información en el genoma femenino.

### Los mecanismos de transmisión de la información genética
En el comportamiento informativo de los cromosomas, se pueden distinguir algoritmos verticales y horizontales. Los primeros se refieren a la transmisión de los cromosomas en una serie de generaciones, y la última preocupación del intercambio de información con el medio ambiente y entre los cromosomas.

#### La transferencia de los cromosomas de generación en generación
Hay tres tipos posibles de transmisión vertical del cromosoma información:
El mecanismo estocástico, al azar la distribución de los cromosomas a los hijos e hijas, se ocupa de la información genética común a ambos sexos. Este es el mecanismo más antiguo que existía antes del advenimiento de la diferenciación sexual. Se maximiza la diversidad genética mediante la mezcla de los genes en cada fecundación. Autosomas y, posiblemente, el cromosoma X del sexo homogametic se distribuyen mediante este mecanismo.
No estocásticos mecanismos han surgido con la llegada de los cromosomas sexuales y transmitir información diferente intrínseco a hombres y mujeres.
El ipsi-mecanismo de transferencias cromosomas de padres a hijos del mismo sexo. Se puede crear dimorfismo sexual genotípica y cambiar su valor. Este mecanismo es el iniciador del programa diferenciación sexual. Este es el camino se pasa el cromosoma Y.
Contra-mecanismo de transferencias de información de los padres a sus hijos del sexo opuesto que es de padre a hija y de madre a hijo. Así como un mecanismo estocástico, se reduce la diferencia entre los sexos, sin embargo, no reduce dimorfismo sexual a cero, pero la mantiene constante. Esta es la forma en se distribuye el cromosoma X del sexo heterogamético.
La combinación de la ipsi y contra los mecanismos permite crear y mantener una cierta diferencia entre el sexo masculino y femenino, y cambiarlo según las condiciones ambientales. Al mismo tiempo contra-algoritmo actúa como un estabilizador (realimentación negativa), y el algoritmo ipsi-como un regulador (realimentación positiva).

#### La transmisión de la información genética durante las diferentes fases de la evolución de los personajes
Para prever la evolución asincrónica de los algoritmos deben actuar de forma secuencial. Con el fin de prever la evolución de tan solo el sexo masculino (fase de la evolución divergente), la nueva información del medio ambiente deben recibir solo en el cromosoma Y. A fin de que ambos sexos para evolucionar durante la fase paralelo, es necesario disponer de un mecanismo para la salida de la nueva información de la cromosoma Y con el genoma femenino. Esto puede lograrse solo por el cromosoma X contraindicada. Para que el sexo femenino para evolucionar durante la fase de convergencia, es necesario que la entrada de nueva información del medio ambiente para el cromosoma Y se detenía, mientras que su salida al genoma femenino continuará.

#### Ruta de los genes a través de los cromosomas
Para el transporte de la nueva información con el genoma del hombre, la nueva información del medio ambiente debe ser introducido en el cromosoma Y solamente. Cromosoma Y es el enlace entre el núcleo y el medio ambiente (citoplasma, la mitocondria), el genoma de la "puerta" de la nueva información. Los nuevos genes en el cromosoma Y-están aislados del genoma femenino y hacerse la prueba de sus muchas generaciones más. Así es como el dimorfismo sexual genotípica se crea.
Cuando la prueba haya terminado, los genes son transferidos al cromosoma X, por el proceso de sobrecruzamiento desigual. Si los genes nuevos se viene directamente a esta región, que tendrían la oportunidad de ser trasladado de inmediato al genoma femenino. Para evitar dicha transferencia, el "punto de entrada" y el "punto de salida" del cromosoma debe estar a una cierta distancia unos de otros. De esta manera, solo los genes que han pasado su "libertad condicional" puede entrar en la región de conjugación y se transmite en el genoma femenino.
La situación en el cromosoma X contraindicado parece ser similar a la que en el cromosoma Y. La entrada y puntos de salida están situados a cierta distancia unos de otros, y, por tanto, moviéndose a lo largo del cromosoma X, el "joven" gen en un estado hemicigotos se somete a una segunda prueba en el genoma masculino. Contra-mecanismo de transferencia de genes en el cromosoma X del padre (la parte masculina del genoma) a su hija (genoma femenino). Pero como recesiva X-genes se expresan solo en los machos, es el sexo masculino que se somete a la selección.
En el cruce del genoma femenino desigual de los genes de las transferencias entre los cromosomas X. Por último, ipsi cromosoma X lleva de nuevos genes en los autosomas y elimina los genes antiguos de ellos. Por lo tanto, cada gen nuevo, antes de que se mueve en un autosoma, pasa a un doble control en los cromosomas sexuales: en primer lugar, durante la fase de divergencia en el cromosoma Y, y luego durante la fase de paralelo en el cromosoma X.

## La confirmación de la teoría y la explicación de los hechos conocidos
En los guppies de vuelta en 1920-1930 años. alrededor de 30 genes del cromosoma Y que controlan el color de los hombres fueron descubiertos (y solo un gen autosómico). Algunos de estos genes están involucrados en el sobrecruzamiento desigual con el cromosoma X. La transición de Y a X es 4 veces más frecuente que a partir de X de nuevo a Y. Estos genes, así como los humanos, los Y-genes de las orejas peludas y los pies palmeados, debe atribuirse a las mutaciones somáticas, porque los primeros son la consecuencia de la selección artificial del exterior, y la segunda son naturales las mutaciones somáticas, que no tienen relación con la función reproductiva.
Muchos de los experimentos revelaron que en la mosca Drosophila, del gusano de seda, los mamíferos, incluyendo seres humanos, el nivel de mutagénesis, tanto espontánea e inducida en los hombres es mayor que en las hembras. El efecto se observa en la heterogamético así como en machos homogametic.
Mediante el uso de la hibridación de ADN método, el ADN de los retrovirus murinos se encontró en los cromosomas Y de 10 líneas diferentes ratones. En el cromosoma X no estaba presente.
Euchromatic naturaleza de Y cromosomas en las plantas y se dispersaron en todas las repeticiones de los cromosomas de nucleótidos puede ser explicado por la evolución relativamente tardía de la diferenciación sexual en las plantas en comparación con los animales.

## Las predicciones[3]
- Los genes de los gametos, las gónadas y los genitales deben estar ubicados en los autosomas
- No todos los espermatozoides, pero la mayoría de los rodamientos Y debe unirse con ADN extraño (o virus), por lo que entre los animales transgénicos deberían ser más machos
- Las mutaciones somáticas debe estar en los cromosomas sexuales

## La crítica y la relación con otras teorías
La crítica de los principios básicos de la teoría de los cromosomas sexuales está ausente en la literatura. La predicción de la teoría de que la mayoría de las mutaciones que se localizan en el cromosoma Y, coincide con las conclusiones del Proyecto del Genoma Humano. Recientemente, el nuevo término "hombre impulsado por la evolución" comenzaron a aparecer. Puntos de vista actuales sobre el origen de los cromosomas sexuales de autosomas no contradicen la teoría, pero V. Geodakyan piensa que no debemos tener miedo de afirmaciones sensacionalistas de algunos científicos sobre la desaparición de cromosoma Y en el futuro. Esta situación solo será posible después de una existencia muy larga de las especies en un ambiente estable. Cuando el ambiente comenzará a cambiar, el tiempo de evolución nueva se iniciará, y un par de autosomas tomará el papel de los cromosomas sexuales. Rutas previstas de las transiciones entre los genes de los cromosomas no contradicen nada, porque no hay otras teorías, y el entrecruzamiento desigual entre Y y X cromosomas puede proporcionar una evidencia indirecta de dichas rutas. Las teorías evolutivas del sexo y los cromosomas sexuales están estrechamente relacionados entre sí y describir la evolución de un personaje en diferentes niveles de organización, por lo que la confirmación (o refutación) de uno de ellos también confirmar (o refutar) la otra.